# Analamisampy
Analamisampy is een plaats en commune in het zuiden van Madagaskar, behorend tot het district Toliara II, dat gelegen is in de regio Atsimo-Andrefana. Tijdens een volkstelling in 2001 telde de plaats 23.000 inwoners.
De plaats biedt naast lager onderwijs ook middelbaar onderwijs aan. 54 % van de bevolking werkt als landbouwer en 44 % houdt zich bezig met veeteelt. Het belangrijkste landbouwproduct is katoen; andere belangrijke producten zijn mais en maniok. Verder is 2 % actief in de dienstensector.